# Lancer du marteau féminin aux championnats du monde d'athlétisme 2022
Pour des articles plus généraux, voir Championnats du monde d'athlétisme 2022 et Lancer du marteau aux championnats du monde d'athlétisme.
Navigation
Doha 2019 Budapest 2023
L'épreuve du lancer du marteau féminin des championnats du monde de 2022 se déroule les 15 et 17 juillet 2022 au sein du stade Hayward Field à Eugene, aux États-Unis.

## Mimimas de qualification
Le minima de qualification est fixé à 72,50 m, la période de qualification est comprise entre le 27 juin 2021 et le 26 juin 2022.

## Résultats

### Finale
| Rang               | Athlète              | Pays        | Essais | Essais | Essais | Essais | Essais | Essais | Marque | Notes |
| Rang               | Athlète              | Pays        | 1      | 2      | 3      | 4      | 5      | 6      | Marque | Notes |
| ------------------ | -------------------- | ----------- | ------ | ------ | ------ | ------ | ------ | ------ | ------ | ----- |
| Médaille d'or      | Brooke Andersen      | États-Unis  | 74.81  | x      | 72.74  | 77.42  | 77.56  | 78.96  | 78.96  |       |
| Médaille d'argent  | Camryn Rogers        | Canada      | 72.61  | x      | 75.52  | 75.18  | 75.05  | 74.36  | 75.52  |       |
| Médaille de bronze | Janee Kassanavoid    | États-Unis  | x      | 74.86  | x      | 74.75  | 74.24  | 74.75  | 74.86  |       |
| 4                  | Sara Fantini         | Italie      | 71.45  | 73.18  | 70.80  | x      | 71.05  | 71.04  | 73.18  |       |
| 5                  | Jillian Weir         | Canada      | 67.24  | 68.66  | 70.46  | x      | 70.64  | 72.41  | 72.41  |       |
| 6                  | Bianca Perie-Ghelber | Roumanie    | 70.09  | 72.26  | 70.83  | 70.25  | x      | x      | 72.26  |       |
| 7                  | Silja Kosonen        | Finlande    | 69.46  | 70.32  | 70.49  | 70.81  | x      | 70.75  | 70.81  |       |
| 8                  | Luo Na               | Chine       | 69.89  | 69.57  | 70.42  | x      | 70.13  | x      | 70.42  |       |
| 9                  | Grete Ahlberg        | Suède       | 69.39  | 68.61  | 70.11  |        |        |        | 70.11  |       |
| 10                 | Krista Tervo         | Finlande    | x      | 69.04  | x      |        |        |        | 69.04  |       |
| 11                 | Hanna Skydan         | Azerbaïdjan | 65.62  | 64.76  | 69.01  |        |        |        | 69.01  |       |
| 12                 | Annette Echikunwoke  | États-Unis  | 68.12  | 66.66  | x      |        |        |        | 68.12  |       |

### Qualifications
Qualification : 73,50 (Q) ou les 12 meilleurs lanceuses (q) se qualifient pour la finale.
| Rang | Groupe | Athlète                     | Pays             | Essais | Essais | Essais | Marque | Notes |
| Rang | Groupe | Athlète                     | Pays             | 1      | 2      | 3      | Marque | Notes |
| ---- | ------ | --------------------------- | ---------------- | ------ | ------ | ------ | ------ | ----- |
| 1    | A      | Janee Kassanavoid           | États-Unis       | 74.46  |        |        | 74.46  | Q     |
| 2    | B      | Brooke Andersen             | États-Unis       | 74.37  |        |        | 74.37  | Q     |
| 3    | A      | Krista Tervo                | Finlande         | 68.35  | 73.83  |        | 73.83  | Q     |
| 4    | A      | Camryn Rogers               | Canada           | 73.67  |        |        | 73.67  | Q     |
| 5    | B      | Annette Echikunwoke         | États-Unis       | 69.38  | 72.60  | 66.65  | 72.60  | q     |
| 6    | B      | Sara Fantini                | Italie           | 69.20  | 71.76  | 72.38  | 72.38  | q     |
| 7    | B      | Silja Kosonen               | Finlande         | 70.68  | 72.15  | 71.92  | 72.15  | q     |
| 8    | B      | Bianca Ghelber              | Roumanie         | 69.36  | 70.39  | 72.00  | 72.00  | q     |
| 9    | B      | Jillian Weir                | Canada           | 69.04  | 72.00  | x      | 72.00  | q     |
| 10   | A      | Luo Na                      | Chine            | 68.80  | 71.36  | 71.01  | 71.36  | q     |
| 11   | A      | Hanna Skydan                | Azerbaïdjan      | 70.93  | 70.71  | x      | 70.93  | q     |
| 12   | A      | Grete Ahlberg               | Suède            | 69.28  | 68.20  | 70.87  | 70.87  | q, PB |
| 13   | A      | Lauren Bruce                | Nouvelle-Zélande | x      | 68.92  | 70.86  | 70.86  |       |
| 14   | A      | Li Jiangyan                 | Chine            | 69.61  | 70.50  | x      | 70.50  |       |
| 15   | B      | Malwina Kopron              | Pologne          | 68.46  | x      | 70.50  | 70.50  |       |
| 16   | B      | Julia Ratcliffe             | Nouvelle-Zélande | 64.53  | x      | 69.96  | 69.96  |       |
| 17   | A      | Zalina Marghieva            | Moldavie         | x      | 68.78  | 69.73  | 69.73  |       |
| 18   | A      | Alexandra Hulley            | Australie        | 64.46  | 68.83  | 68.49  | 68.83  |       |
| 19   | A      | Laura Redondo               | Espagne          | 67.82  | 68.67  | 68.04  | 68.67  |       |
| 20   | B      | Katrine Koch Jacobsen       | Danemark         | 66.23  | 66.16  | 68.51  | 68.51  |       |
| 21   | B      | Zhao Jie                    | Chine            | 65.89  | x      | 68.18  | 68.18  |       |
| 22   | B      | Iryna Klymets               | Ukraine          | 68.12  | x      | 67.72  | 68.12  |       |
| 23   | B      | Suvi Koskinen               | Finlande         | 66.30  | 67.98  | 65.96  | 67.98  |       |
| 24   | B      | Vanessa Sterckendries       | Belgique         | 66.24  | x      | 67.88  | 67.88  |       |
| 25   | A      | Samantha Borutta            | Allemagne        | 67.48  | 67.30  | 66.91  | 67.48  |       |
| 26   | B      | Stamatia Scarvelis          | Grèce            | 67.20  | 66.56  | 64.39  | 67.20  |       |
| 27   | A      | Oyesade Olatoye             | Nigeria          | 62.53  | 65.71  | 64.82  | 65.71  |       |
| 28   | A      | Beatrice Nedberge Llano     | Norvège          | 64.57  | 64.81  | x      | 64.81  |       |
| 29   | B      | Mariana Grasielly Marcelino | Brésil           | 62.53  | 64.72  | 61.53  | 64.72  |       |
| 30   | A      | Nicole Bradley              | Nouvelle-Zélande | x      | 62.88  | x      | 62.88  |       |

## Légende
Records et Performances
- AR : Record continental (area record)
- CR : Record des championnats (championship record)
- MR : Record du meeting (meet record)
- NR : Record national (national record)
- OR : Record olympique (olympic record)
- PR : Record paralympique (paralympic record)
- PB : Record personnel (personal best)
- SB : Meilleure performance personnelle de la saison (season's best)
- WL : Meilleure performance mondiale de l'année (world leader)
- WJR : Record du monde junior (world junior record)
- WR : Record du monde (world record)

Circonstances et Conditions
- DNF : N'a pas terminé (did not finish)
- DNS : N'a pas pris le départ (did not start)
- DQ : Disqualification (disqualification)
- NM : Aucun essai valable enregistré (No Mark)
- Q : Qualifié « directement » au prochain tour (ou à la prochaine compétition), lors d'une compétition majeure, grâce au classement ou à la réalisation des minima (automatic qualifier)
- q : Qualifié au prochain tour (ou à la prochaine compétition), lors d'une compétition majeure, grâce au repêchage ou à la réalisation de l'une des meilleures performances parmi celles des « non qualifiés directement » (grâce au meilleur temps ou à la meilleure distance par exemple) (secondary qualifier)